# Ze re Tour 2007
Albums de Michel Polnareff
Les 100 plus belles chansons de Michel Polnareff
(2006) Triple Best of
(2009)
Ze [re] Tour 2007 est un album live de Michel Polnareff, sorti en 2007. 
Le concert est également sorti en DVD. Cet album revient sur la tournée évènement du chanteur, débutée le 2 mars 2007 au Palais omnisports de Paris-Bercy, après 34 ans d'absence sur les scènes françaises.

## Liste des titres

### CD 1
1. Intro
2. Je suis un homme (Polnareff)
3. La Poupée qui fait non (Polnareff, Gérald)
4. L'Amour avec toi (Polnareff)
5. Sous quelle étoile suis-je né ? (Polnareff, Gérald)
6. Tam-Tam (L'homme Préhisto) (Polnareff, Dréau)
7. L'Homme qui pleurait des larmes de verre (Polnareff, Grosz)
8. Qui a tué grand-maman ? (Polnareff)
9. Lettre à France (Polnareff, Dabadie)
10. Love Me, Please Love Me (Polnareff, Gérald)

### CD 2
1. Le Bal des Laze (Polnareff, Delanoë)
2. La Mouche (Polnareff)
3. Dans la rue (Polnareff)
4. Holidays (Polnareff, Dabadie)
5. Je t'aime (Polnareff, Dréau)
6. Y'a qu'un ch'veu (Polnareff, Delanoë)
7. Goodbye Marylou (Polnareff, Mariani)
8. Hey You Woman (Polnareff, Delanoë)
9. Tout, tout pour ma chérie (Polnareff)
10. On ira tous au paradis (Polnareff, Dabadie)

## Chansons interprétées sur scène mais non présentes sur l'album
- Ophélie flagrant des lits
- Positions
- Âme câline
- Je rêve d'un monde
- I Love You Because
- Je cherche un job
- Le Prince en otage
- Kama-Sutra
- Lee Neddy
- Drum Solo (solo de batterie)
- Nos mots d'amours
- Bronzer Vert

## Musiciens
- Michel Polnareff : chants, piano
- Bunny Brunel : direction musicale et basses
- Virgil Donati : batterie
- Tony MacAlpine : guitares
- Freddie Fox : guitares
- Mino Cinelu : percussions
- Brad Cole : claviers
- Nick Smith : claviers
- Julie Delgado : chœurs
- Rycko : chœurs
- Nina Harris : chœurs
- Judith Hill : chœurs
- Kenna Ramsay : chœurs

## DVD
1. Intro / Je suis un homme
2. La Poupée qui fait non
3. L'Amour avec toi
4. Sous quelle étoile suis-je né ?
5. Tam-Tam (L'homme Préhisto)
6. Qui a tué grand-maman ?
7. Lettre à France
8. Love me, Please Love me
9. Le Bal des Laze
10. La Mouche
11. Dans la rue
12. Drum solo (solo de percussions)
13. Holidays
14. Je t'aime
15. Y'a qu'un ch'veu
16. Goodbye Marylou
17. Hey You Woman
18. Tout, tout pour ma chérie
19. On ira tous au paradis